# 엔드린
엔드린(endrin)은 1950년 로열 더치 쉘과 벨시콜 케미컬 코퍼레이션이 처음 생산한 화학식 C12H8Cl6O의 유기 염소이다. 주로 살충제, 쥐약에 사용된다. 무색 무취의 고체이지만 판매되는 샘플은 황백색인 경우가 종종 있다. 상표명 엔드렉스(Endrex)로도 알려져 있다. 이 화합물은 잔류성 유기 오염 물질로 유명하며 그러한 이유로 수많은 국가에서 금지되어 있다.

## 같이 보기
- 알드린
- 내분비계 장애물질